# Vimon Juncum
Vimon Juncum (thailändisch วิมล จันทร์คํา, * 8. Juli 1979 in Ratchaburi) ist ein thailändischer Fußballtrainer und ehemaliger Fußballspieler.

## Karriere

### Spieler
Vimon Juncum erlernte das Fußballspielen in den Jugendmannschaften vom Panasonic FC, Stock Exchange of Thailand und Osotspa FC. Hier unterschrieb er 2001 auch seinen ersten Vertrag. Der Verein spielte in der ersten Liga des Landes, der Thai Premier League. 2002 feierte er mit dem Klub die Vizemeisterschaft. 2002, 2003 und 2004 gewann er mit Osotspa den Queen’s Cup. In der Saison 2003/04 wurde er mit 14 Toren Torschützenkönig der Liga. 2006 wechselte er nach Vietnam. Hier unterschrieb er einen Einjahresvertrag beim Hoàng Anh Gia Lai. Mit dem Verein aus Pleiku spielte er in der ersten Liga. 2007 kehrte er für ein Jahr zu Osotspa zurück. Die Saison 2008 stand er beim Erstligisten FC Coke-Bangpra unter Vertrag. 2009 wechselte er zum ebenfalls in der ersten Liga spielenden Nakhon Pathom United FC. Am Ende der Saison musste er mit dem Verein aus Nakhon Pathom den Weg in die zweite Liga antreten. Hier spielte er noch ein Jahr für Nakhon Pathom. Die Hinserie 2011 spielte er beim Trang FC. Der Klub aus Trang spielte in der dritten Liga, der damaligen Regional League Division 2. Hier trat Trang in der Southern Region an. Die Rückserie stand er bei seinem ehemaligen Verein Osotspa unter Vertrag. Raj-Pracha FC, ein Zweitligist aus der Hauptstadt Bangkok, verpflichtete ihn die Saison 2012. Am Ende der Saison musste er mit Raj-Pracha in die dritte Liga absteigen. Seine letzte Saison spielte er bei seinem ehemaligen Verein Nakhon Pathom United. Am 1. Januar 2014 beendete er seine Karriere als Fußballspieler.

### Trainer
Am 1. Januar 2015 übernahm Vimon Juncum das Traineramt beim Zweitligisten Samut Songkhram FC in Samut Songkhram. Hier stand er bis zum 7. November 2011 unter Vertrag. Einen Tag später verpflichtete ihn der Zweitligist Rayong FC. Für den Verein aus Rayong stand er bis zum 15. Oktober 2018 an der Seitenlinie. Im Januar 2019 übernahm er den Thai League 3Drittligisten Bankhai United FC. Mit dem Verein aus Ban Khai spielte er in der Eastern Region der Liga. In Ban Khai stand er bis Saisonende unter Vertrag. Ende Januar 2021 unterschrieb er einen Vertrag beim Ligakonkurrenten Pluakdaeng United FC. Bei dem Verein stand er bis Saisonende 2022/23 an der Seitenlinie. Zu Beginn der Saison 2023/24 übernahm er das Traineramt beim Zweitligaaufsteiger Pattaya United FC. Anfang Oktober 2023 gab er bekannt, dass er das Traineramt bei den Dolphins beendet. Ende Oktober 2023 übernahm er das Traineramt beim Drittligisten Phitsanulok FC.

## Erfolge
Osotspa FC
- Queen’s Cup: 2002, 2003, 2004

## Auszeichnungen
Thai Premier League
- Torschützenkönig: 2003/04